# Kolbenprober

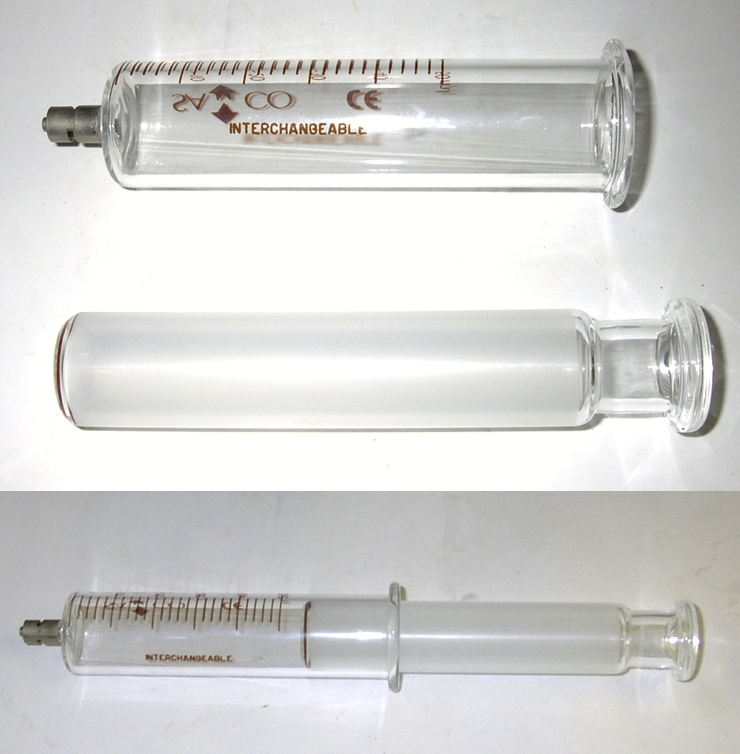
Kolbenprober auseinandergenommen in zwei Komponenten Hülse (oben) und Kolben (Mitte) sowie gebrauchsfertig (unten).

Kolbenprober (schematische Darstellung).

Ein Kolbenprober ist ein in der Chemie verwendetes Laborgerät zur Handhabung von Gasen und hat in vielen Bereichen die Gasbürette verdrängt. Seine Einsatzgebiete sind:
- Bestimmung des Volumens eines bei einem chemischen Vorgang entstehenden Gases.
- Durchführung eines Versuchs mit einem definierten Volumen eines Gases.

Der Kolbenprober ähnelt einer Spritze aus Glas. Sein Volumen beträgt in der Regel 100 ml. Der Kolben liegt auf großer Fläche der Hülse an und ist so geschliffen, dass er zugleich leichtgängig als auch gasdicht ist.